# THE おとばん
THE おとばん（ザ おとばん）は、TBSラジオで1997年4月12日から2001年3月31日まで放送された音楽専門ラジオ番組。正式名称はカルビープレゼンツ ユースケ・サンタマリアのTHE おとばん。

## 概要
ディスクジョッキーは、ユースケ・サンタマリア。提供はカルビー（1999年4月以降）。
TBSテレビ「うたばん」を参考にして、「THE おとばん」という番組名になった（ユースケが「うたばん」に出演した際に宣伝をしたこともあった）。
1998年7月～10月の3ヶ月間、TBSにおいて編成上の都合により23:30までの90分バージョンで短縮放送された。

## ネット放送
23時台の前半はゲストコーナーで、以下のJRN加盟局でも放送された。
- 北海道放送
- 中部日本放送
- 朝日放送（「ABCミュージックパラダイス」内）
- RKB毎日放送

ただし、TBSとABCは同時放送だったのに対し、その他の放送局はCM部分を編集放送＋ユースケの別バージョンMCが流れる1週間遅れの録音放送だった。ただしカルビーのCMは毎週同内容。また最終回は同日だった。